# Belinda Carlisle
Belinda Carlisle (* 17. srpna 1958 v Hollywoodu v Kalifornii) je úspěšnou sólovou zpěvačkou z 80. let a zakládající členkou a zpěvačkou dámské hudební skupiny The Go-Go's.

## Hudební kariéra
Na počátku pěvecké kariéry krátce působila na postu bubeníka v punkové hudební skupině The Germs, ale pro nemoc s nimi nikdy nehrála živě. Brzy po odchodu z kapely založila se svou kamarádkou Jane Wiedlin vlastní kapelu The Go-Go's, která se původně jmenovala „The Misfits“. Tato kapela se během počátku 80. let prezentovala stylem New Wave a dobyla americkou hitparádu. V květnu 1985 Belinda kapelu rozpustila a vydala se na sólovou dráhu.
V roce 1986 vydala své první sólové album Belinda. Rok poté nazpívala jeden ze svých nejúspěšnějších hitů Heaven Is a Place on Earth, kterou pro ni složili Rick Nowels a Ellen Shipley. Všechny její písně z toho roku byly vydány na jejím druhém albu Heaven on Earth. Následovalo ještě dalších pět alb, po nichž vydala v roce 1999 své „Best of“ A Place on Earth - The Greatest Hits.
V polovině 90. let byla obnovena Belindina kapela The Go-Go's a s nimi každý rok v létě vyráží na turné. V poslední době často vystupuje v televizi, kde bývá často hostem hudebních pořadů nebo se účastní reality show.

## Osobní život
V roce 1986 se Belinda Carlisle provdala za Morgana Masona, filmového producenta a politika. Její manžel jí pak pomáhal natáčet některé videoklipy. 27. dubna 1992 se jim narodil syn James Duke Mason. Belinda Carlisle se hlásí k buddhistické víře a ráda si čte Dalajlámovy spisy.

## Diskografie
- Belinda (1986)
- Heaven on Earth (1987)
- Runaway Horses (1989)
- Live Your Life Be Free (1991)
- The Best of Belinda, Volume 1 (1992)
- Real (1993)
- A Woman and a Man (1996)
- A Place on Earth - The Greatest Hits (1999)
- Voilà (2007)
- Live From Metropolis Studios' (2013)
- The Collection (2014)
- Anthology (2014)